# Bembidion immaturum
Bembidion immaturum es una especie de escarabajo del género Bembidion, familia Carabidae. Fue descrita científicamente por Lindroth en 1954.
Habita en Canadá y los Estados Unidos.